# Meterana ochrifascia
Meterana ochrifascia är en fjärilsart som beskrevs av W. Warren 1913. Meterana ochrifascia ingår i släktet Meterana och familjen nattflyn. Inga underarter finns listade i Catalogue of Life.